# 东莞市人民代表大会
东莞市人民代表大会，简称东莞市人大，是中华人民共和国广东省东莞市的地方国家权力机关。

## 历史沿革
1954年6月22日，第一届东莞县人民代表大会第一次会议在莞城举行。
1980年7月1日，第七届东莞县人民代表大会第一次会议选举产生东莞县人民代表大会常务委员会。
1985年9月，东莞县撤县设地级东莞市后，改称东莞市人民代表大会常务委员会。

## 职权
根据《中华人民共和国宪法》第三章第五节和《中华人民共和国各级人民代表大会和地方各级人民政府组织法》第二章第八条规定，县级以上的人民代表大会依法行使下列职权：
1. 在本行政区域内，保证宪法、法律、行政法规和上级人民代表大会及其常务委员会决议的遵守和执行，保证国家计划和国家预算的执行；
2. 审查和批准本行政区域内的国民经济和社会发展计划、预算以及它们的执行情况的报告；
3. 讨论、决定本行政区域内的政治、经济、教育、科学、文化、卫生、环境和资源保护、民政、民族等工作的重大事项；
4. 选举本级人民代表大会常务委员会的组成人员；
5. 选举市长、副市长；
6. 选举本级人民法院院长和人民检察院检察长；选出人民检察院检察长，须报经上一级人民检察院检察长提请该级人民代表大会常务委员会批准；
7. 选举上一级人民代表大会代表；
8. 听取和审查本级人民代表大会常务委员会的工作报告；
9. 听取和审查本级人民政府和人民法院、人民检察院的工作报告；
10. 依法行使地方立法权；
11. 改变或撤销本级人民代表大会常务委员会的不适当的决议；
12. 撤销本级人民政府的不适当的决定和命令；
13. 保护社会主义的全民所有的财产和劳动群众集体所有的财产，保护公民私人所有的合法财产，维护社会秩序，保障公民的人身权利、民主权利和其他权利；
14. 保护各种经济组织的合法权益；
15. 保障少数民族的权利；
16. 保障宪法和法律赋予妇女的男女平等、同工同酬和婚姻自由等各项权利。

## 机构设置

### 专门委员会
根据《东莞市机构改革方案》，东莞市人民代表大会共设置3个专门委员会。东莞市人民代表大会下设工作委员会行政级别为正处级。
根据《中华人民共和国各级人民代表大会和地方各级人民政府组织法》第五章第三十三条，各专门委员会受本级人民代表大会领导；在大会闭会期间，受本级人民代表大会常务委员会领导。
东莞市人民代表大会设置下列专门委员会：
- 东莞市人民代表大会法制委员会
- 东莞市人民代表大会财政经济委员会
- 东莞市人民代表大会社会建设委员会

### 常务委员会
东莞市人民代表大会常务委员会是东莞市人民代表大会的常设机关，对东莞市人民代表大会负责并报告工作。